# Lindsay (Oklahoma)
Lindsay è un comune degli Stati Uniti d'America, situato in Oklahoma, nella contea di Garvin.